# Campeonato Carioca de Futebol de 1912 (AFRJ)
O Campeonato Carioca de Futebol de 1912 foi o sétimo campeonato de futebol do Rio de Janeiro. Foram realizadas duas competições uma pela Associação de Football do Rio de Janeiro (AFRJ) e outra pela Liga Metropolitana de Sports Athleticos (LMSA). A partir desta competição, os goleiros passaram a atuar com uniforme diferente dos demais futebolistas.
Em 1911 o Botafogo abandona a LMSA, em forma de protesto, por ter o seu atleta Abelardo Delamare, suspenso da competição dessa liga por um ano, e funda a Associação de Football do Rio de Janeiro para organizar um campeonato paralelo ao da LMSA em 1912. Porém, a AFRJ teve uma vida curta, e após promover um único campeonato, a entidade acaba por fundir-se à Liga Metropolitana de Sports Athleticos em 1913. O campeão foi o Botafogo, tendo o Americano ficado com o vice-campeonato.

## Clubes participantes
Esses foram os clubes participantes:
- Sport Club Americano, do bairro de Vila Isabel, Rio de Janeiro
- Botafogo Football Club, do bairro de Botafogo, Rio de Janeiro
- Cattete Football Club, do bairro do Catete, Rio de Janeiro
- Germânia Football Club, do bairro do Jardim Botânico, Rio de Janeiro
- Internacional Football Club, do bairro de Botafogo, Rio de Janeiro
- Paulistano Football Club, do centro da cidade, Rio de Janeiro
- Petropolitano Foot-Ball Club, de Petrópolis

## Classificação final
| Classificação | Classificação | Classificação | Classificação | Classificação | Classificação | Classificação | Classificação | Classificação | Classificação |
| Pos           | Time          | PG            | J             | V             | E             | D             | GP            | GS            | SG            |
| ------------- | ------------- | ------------- | ------------- | ------------- | ------------- | ------------- | ------------- | ------------- | ------------- |
| 1             | Botafogo      | 18            | 10            | 9             | 0             | 1             | 41            | 6             | +35           |
| 2             | Americano     | 17            | 10            | 8             | 1             | 1             | 46            | 12            | +34           |
| 3             | Paulistano    | 10            | 10            | 4             | 2             | 4             | 17            | 26            | -9            |
| 4             | Germânia      | 7             | 10            | 3             | 1             | 6             | 12            | 33            | -21           |
| 5             | Cattete       | 6             | 10            | 3             | 0             | 7             | 16            | 21            | -5            |
| 6             | Internacional | 2             | 10            | 1             | 0             | 9             | 6             | 40            | -34           |

## Partidas
Essas foram as partidas realizadas:
| 12 de maio | Cattete | 1 – 2 | Paulistano          | Rua São Clemente, Rio de Janeiro |
|            | Graça   |       | Ercolino · Norberto |                                  |

| 13 de maio | Americano              | 3 – 1 | Botafogo          | Rua São Clemente, Rio de Janeiro |
|            | Rega · Barroso · Osman |       | Oswaldo de Lamare |                                  |

| 19 de maio | Internacional | 1 – 3 | Germânia                   | Rua São Clemente, Rio de Janeiro |
|            | Angenor       |       | Jacques · Hermínio · Cunha |                                  |

| 26 de maio | Petropolitano | 2 – 2 | Internacional             | Rua São Clemente, Rio de Janeiro |
|            | Raul · Bulcão |       | Vasconcellos · Laranjeira |                                  |

| 2 de junho | Botafogo          | 6 – 2 | Cattete          | Rua São Clemente, Rio de Janeiro |
|            | Mimi Sodré · Pino |       | Octávio · Amorim |                                  |

| 16 de junho | Petropolitano              | 6 – 0 | Germânia | Rua São Clemente, Rio de Janeiro |
|             | Barcellos · Jair · Mattoso |       |          |                                  |

| 23 de junho | Paulistano               | 3 – 1 | Internacional   | Rua São Clemente, Rio de Janeiro |
|             | Asphialte · Pedro Santos |       | Carlos Maranhão |                                  |

| 30 de junho | Petropolitano | 1 – 2 | Cattete          | Rua São Clemente, Rio de Janeiro |
|             | Bulhões       |       | Pessoa · Eduardo |                                  |

| 7 de julho | Germânia | 0 – 1 | Botafogo   | Rua São Clemente, Rio de Janeiro |
|            |          |       | Mimi Sodré |                                  |

| 7 de julho | Americano            | 5 – 3 | Cattete                     | Estrada Dona Castorina, Rio de Janeiro |
|            | João Pereira · Rello |       | Trindade · Garcia · Octávio |                                        |

| 14 de julho | Germânia                    | 3 – 3 | Paulistano               | Campo da Praia do Russel, Rio de Janeiro |
|             | C. Rosa · Oliveira · Rosino |       | Hugo · Torres · Ferreira |                                          |

| 14 de julho | Petropolitano | WO - 0 | Botafogo |  |
|             |               |        |          |  |

| 21 de julho | Paulistano | 0 – 4 | Botafogo                    | Rua São Clemente, Rio de Janeiro |
|             |            |       | Mimi Sodré · Carlos Villaça |                                  |

| 21 de julho | Internacional | 1 – 8 | Americano                                                           | Estrada Dona Castorina, Rio de Janeiro |
|             | Vasconcellos  |       | Antônio · Rello · De Maria · João Pereira · Barroso · Couto · Pinho |                                        |

| 28 de julho | Germânia | 1 – 9 | Americano                                | Estrada Dona Castorina, Rio de Janeiro |
|             | C. Rosa  |       | Rega · Pinho · Barroso · Antônio · Prior |                                        |

| 4 de agosto | Botafogo                                                                                       | 9 – 0 | Internacional | Rua São Clemente, Rio de Janeiro |
|             | Carlos Villaça · Lulú Rocha · Rolando de Lamare · Juca Couto · Mário Pinto · Oswaldo de Lamare |       |               |                                  |

| 11 de agosto | Cattete                  | 2 – 1 | Germânia | Rua São Clemente, Rio de Janeiro |
|              | J. Carvalho · J. Ernesto |       | Anníbal  |                                  |

| 11 de agosto | Paulistano | 1 - 3 | Americano                | Estrada Dona Castorina, Rio de Janeiro |
|              | Flores     |       | Bebeto · Barroso · Couto |                                        |

| 18 de agosto | Cattete | WO - 0 | Internacional |  |
|              |         |        |               |  |

| 18 de agosto | Botafogo                    | 2 – 0 | Americano | Estrada Dona Castorina, Rio de Janeiro |
|              | Carlos Villaça · Mimi Sodré |       |           |                                        |

| 1 de setembro | Paulistano                                         | 5 – 0 | Cattete | Rua São Clemente, Rio de Janeiro |
|               | Amorim · Octávio · J. Carvalho · Garcia · Trindade |       |         |                                  |

| 1 de setembro | Germânia | 2– 1 | Internacional | Rua Prefeito Serzedello Corrêa, Rio de Janeiro |
|               | ? · ?    |      | ?             |                                                |

| 7 de setembro | Cattete | 2 – 1 | Internacional | Rua São Clemente, Rio de Janeiro |
|               | ? · ?   |       | ?             |                                  |

| 8 de setembro | Botafogo                                               | 8 – 1 | Paulistano | Rua São Clemente, Rio de Janeiro |
|               | Carlos Villaça · Pino · Oswaldo de Lamare · Mimi Sodré |       | Norberto   |                                  |

| 15 de setembro | Cattete | 1 – 6 | Americano                              | Rua São Clemente, Rio de Janeiro |
|                | Amorim  |       | João Pereira · Barroso · Pinho · Rello |                                  |

| 22 de setembro | Americano                                     | 10 – 1 | Internacional | Rua Prefeito Serzedello Corrêa, Rio de Janeiro |
|                | Rega · Barroso · Pinho · João Pereira · Prior |        | Lopes         |                                                |

| 29 de setembro | Botafogo                                                            | 10 – 0 | Germânia | Rua São Clemente, Rio de Janeiro |
|                | Carlos Villaça · Mimi Sodré · Lulú Rocha · Pino · Oswaldo de Lamare |        |          |                                  |

| 29 de setembro | Internacional | 0 – 3 | Paulistano | Estrada Dona Castorina, Rio de Janeiro |
|                |               |       | ? · ? · ?  |                                        |

| 6 de outubro | Americano    | 2 – 1 | Germânia | Estrada Dona Castorina, Rio de Janeiro |
|              | João Pereira |       | Medina   |                                        |

| 13 de outubro | Paulistano                                    | 4 – 1 | Germânia | Estrada Dona Castorina, Rio de Janeiro |
|               | Mesquita · Pedro Santos · Esmeraldo · Isolino |       | Paranhos |                                        |

| 13 de outubro | Cattete | WO – 0 | Botafogo | Rua São Clemente, Rio de Janeiro |
|               |         |        |          |                                  |

| 20 de outubro | Internacional | WO – 0 | Botafogo | Rua São Clemente, Rio de Janeiro |
|               |               |        |          |                                  |

| 27 de outubro | Germânia | 0 – WO | Cattete | Rua São Clemente, Rio de Janeiro |
|               |          |        |         |                                  |

| 27 de outubro | Americano | 0 - 0 | Paulistano | Estrada Dona Castorina, Rio de Janeiro |
|               |           |       |            |                                        |

## Premiação
| Campeonato Carioca de 1912 (AFRJ) |
| Rio de Janeiro                    |
| --------------------------------- |
| BOTAFOGO Campeão (3º título)      |